# Полдеревка
Полдеревка — село в городском округе город Выкса Нижегородской области России, входящее в административно-территориальное образование Новодмитриевский сельсовет. Население — 91 (2010) чел.

## Общая физико-географическая характеристика
Географическое положение
По автомобильным дорогам расстояние до областного центра — города Нижнего Новгорода — составляет 220 км, до окружного центра — города Выксы — 37 км. На западе села протекает река Велетьма. Абсолютная высота — 151 метр над уровнем моря.
Часовой пояс
Полдеревка, как и вся Нижегородская область, находится в часовой зоне МСК (московское время). Смещение применяемого времени относительно UTC составляет +3:00.

## Население
| 1999 | 2002 | 2010 |
| ---- | ---- | ---- |
| 218  | ↘186 | ↘91  |

Национальный состав
Согласно результатам переписи 2002 года, в национальной структуре населения русские составляли  99 % из 186 человек.